# Linkes Tumed-Banner
| Mongolische Bezeichnung            | Mongolische Bezeichnung |
| ---------------------------------- | ----------------------- |
| Mongolische Schrift:               | ᠲᠦᠮᠡᠳ ᠵᠡᠬᠦᠨ ᠬᠣᠰᠢᠭᠤ      |
| Transliteration:                   |                         |
| Offizielle Transkription der VRCh: | Tumed                   |
| Kyrillische Schrift:               | Түмэд зүүн хошуу        |
| ISO-Transliteration:               |                         |
| Transkription:                     |                         |
| Andere Schreibweisen:              | Tümed                   |
| Chinesische Bezeichnung            |                         |
| Vereinfacht:                       | 土默特左旗              |
| Pinyin:                            | Tǔmòtè Zuǒ Qí           |
| Wade-Giles:                        | T’u-mo-t’ê              |

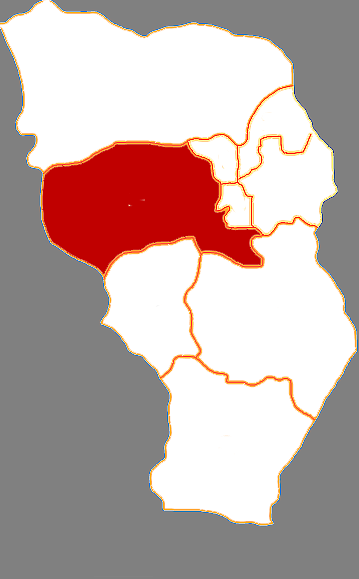
Lage des Linken Tumed-Banners in Hohhot

Das Linke Tumed-Banner ist ein Banner der Hauptstadt Hohhot des Autonomen Gebietes Innere Mongolei in der Volksrepublik China. Es hat eine Fläche von 2.712 km² und zählt 350.000 Einwohner. Sein Hauptort ist die Großgemeinde Qasq (察素齐镇).